# SG Andrea Doria
Società Ginnastica Andrea Doria was een Italiaanse voetbalclub uit Genua en werd in 1895 opgericht.
De club nam in 1907 voor het eerst deel aan het Italiaanse landskampioenschap, dat toen nog in bekervorm beslecht werd. In de eerste ronde werd Genoa FC uitgeschakeld, dat reeds zes keer landskampioen was geweest. In de tweede fase kon de club echter niet opboksen tegen FC Torino en AC Milan.
In 1908 verloor de club tweemaal van US Milanese en eenmaal van Pro Vercelli waar het ook tegen gelijk speelde. Het volgende seizoen verloor de club in de kwalificaties van Genoa CFC.
In 1909/10 werd er een competitie opgezet, nog niet gelijk aan de huidige competitie maar in onderverdeeld in regio's. De club eindigde meestal in de middenmoot.
In 1927 fuseerde de club met Sampierdarenese en werd zo AC La Dominante. Na twee seizoenen werd de club geselecteerd voor de nieuwe Serie B (1929/30 was het eerste professionele seizoen in Italië) en werd derde.
Na een nieuwe fusie met Corniglianese werd de naam van de club FBC Liguria, de fusie was geen succes met een laatste plaats en de fusie werd ontbonden. De club die opnieuw Andrea Doria ging heten, kon niet terugkeren naar de Serie A. Na de Tweede Wereldoorlog promoveerde de club voor het eerst naar de Serie A en werd daar negende. Na dit seizoen fuseerde de club voor de tweede keer met Sampierdarenese, ditmaal was de fusie wel een succes en Sampdoria Genua zou later nog de Europa Cup II winnen.